# Ichnanthus hoffmannseggii
Ichnanthus hoffmannseggii là một loài thực vật có hoa trong họ Hòa thảo. Loài này được (Roem. & Schult.) Döll mô tả khoa học đầu tiên năm 1877.